# Acalolepta subbasicornis
Acalolepta subbasicornis es una especie de escarabajo longicornio del género Acalolepta, tribu Monochamini, subfamilia Lamiinae. Fue descrita científicamente por Breuning en 1960.
Se distribuye por Vietnam. Mide aproximadamente 30 milímetros de longitud. El período de vuelo de esta especie ocurre en los meses de abril y mayo.